# Simone Goldberg
Pour les articles homonymes, voir Goldberg.
Vous pouvez aider à l'améliorer ou bien discuter des problèmes sur sa page de discussion.
- Il peut contenir un travail inédit ou des déclarations non vérifiées. Vous pouvez l’améliorer en ajoutant des références. (Marqué depuis mars 2022)

Vous pouvez aider à l'améliorer ou bien discuter des problèmes sur sa page de discussion.
- Il ne s’appuie pas, ou pas assez, sur des sources secondaires ou tertiaires. (Marqué depuis mars 2022)
- Il doit être recyclé. La réorganisation et la clarification du contenu sont nécessaires. (Marqué depuis mars 2022)

- Archive Wikiwix
- Bing
- Cairn
- DuckDuckGo
- E. Universalis
- Gallica
- Google
- G. Books
- G. News
- G. Scholar
- Persée
- Qwant
- (zh) Baidu
- (ru) Yandex
- (wd) trouver des œuvres sur Wikidata

Simone Goldberg, née dans le 12e arrondissement de Paris le 4 mai 1930 et morte le 5 août 1944 à Auschwitz, est une victime de la Shoah.

## Origines

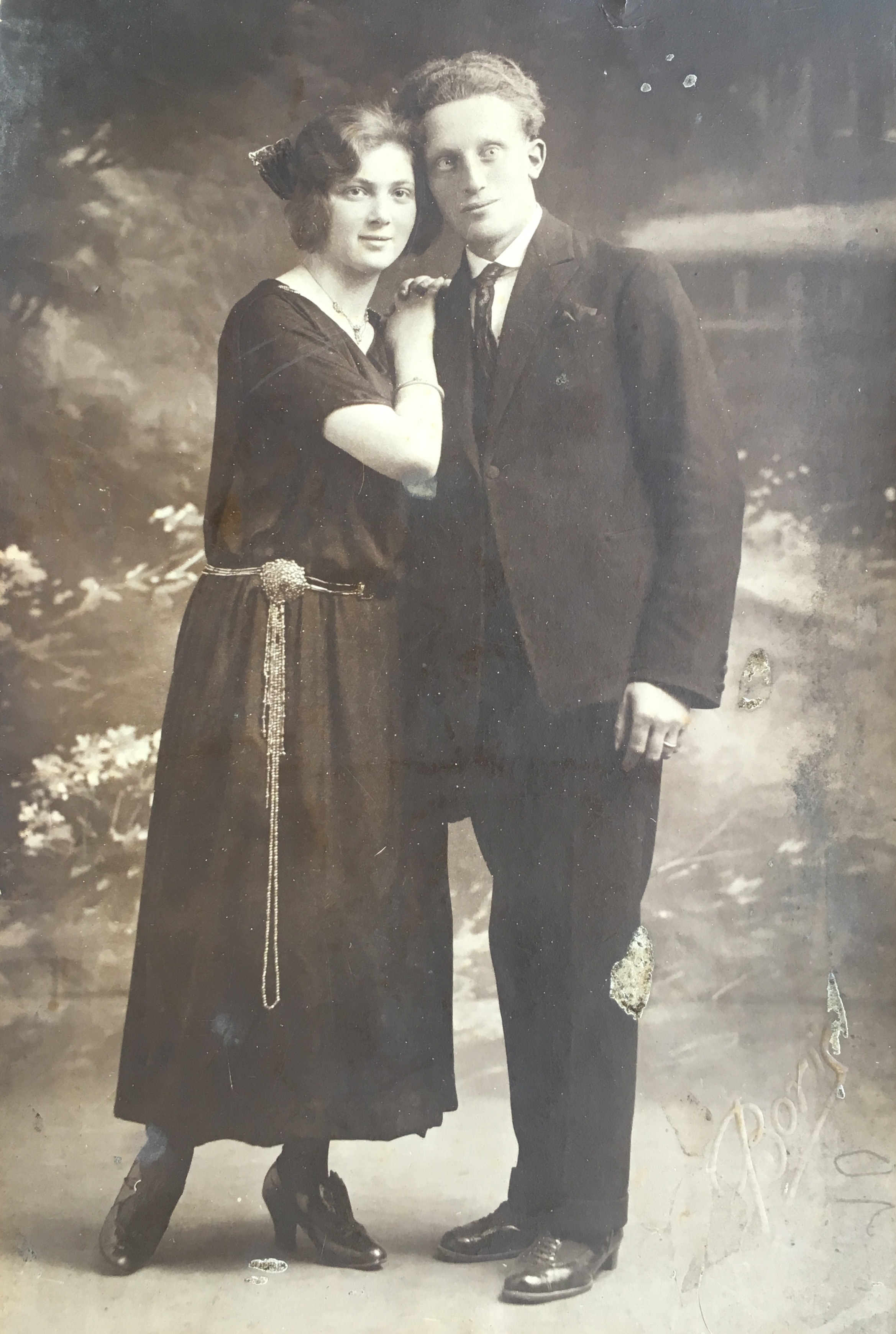
Portrait présumé de Maria et Herszek à leur mariage

Herszek Goldberg est né le 3 février 1896 à Szydłowice en Pologne. Maria Grunberg est née le 7 mai 1909 à Paris].
Herszek Goldberg et Maria Grunberg se marient le 2 juillet 1929 alors qu'ils habitent au 14, rue Sainte-Croix-de-la-Bretonnerie dans le 4e arrondissement de Paris. Le père de Maria est analphabète : il n'a pas pu signer l'acte de mariage de sa fille. 
Un an plus tard, le 4 mai 1930, Maria donne naissance à Simone à l'hôpital Rothschild, au 15, rue Santerre dans le 12e arrondissement de Paris. Le père de Simone travaille en tant que tailleur et sa mère est employée de bureau. La grand-mère du côté paternel s'appelle Hendla et le grand-père, Chaim. Il est né en Pologne plus précisément à Szydlowice et Hendla est née à Radom en Pologne. Ils ont fui leur pays d'origine à cause des pogroms. Chaim Goldberg exerçait le métier de tailleur. Ils ont huit enfants,  dont 4 filles et 4 garçons. La grand-mère maternelle s'appelle Rosa et son grand-père côté maternel s'appelle Yako. Ils ont aussi 8 enfants. Rosa et Yako se sont mariés à Smyrne (dans le sandjak de Saghala dans le vilayet d'Aydın dans l’Empire ottoman ; aujourd’hui İzmir en Turquie) le 6 novembre 1903, après avoir fui Odessa (dans le gouvernement de Kherson dans l’Empire russe ; aujourd’hui dans l’oblast d’Odessa en Ukraine), leur ville d'origine à cause des pogroms également.

## Le départ pour Nancy, la mort de Chaïm, la naissance de Claire, la naturalisation de Herzsek
Est-ce que la famille Goldberg est partie à Nancy (dans le département de Meurthe-et-Moselle) parce que le grand-père était malade ?  Est-ce qu'ils ont déménagé à cause du logement qui était trop petit à Paris ?  Est-ce que le père de Simone est allé à Nancy pour son travail en occupant un appartement n'étant pas le sien mais celui du grand-père ?  On ne sait pas pourquoi la famille Goldberg est partie de Paris pour Nancy. Simone a deux ans. 
Hersek et sa famille habitaient au 14, rue du Pont-Mouja à Nancy lors de sa naturalisation. Hersek a été naturalisé français le 26 juillet 1933. Herszek devient Henri. À Nancy, la profession de Henri Goldberg était toujours tailleur, sa femme, Maria, était marchande foraine. Herszek avait les cheveux châtains, les yeux bleus, le front de taille moyenne, le visage ovale et il mesurait 1m67. Il a été dispensé de service militaire en raison de son âge.  Claire, la fille de Herszek et de Maria et surtout la petite sœur de Simone, est née le 25 juillet 1933 à Nancy, un jour avant la naturalisation de Herszek.

## Le retour à Paris, la naissance de Michèle, la scolarisation de Simone et Claire,  les lois anti-juives

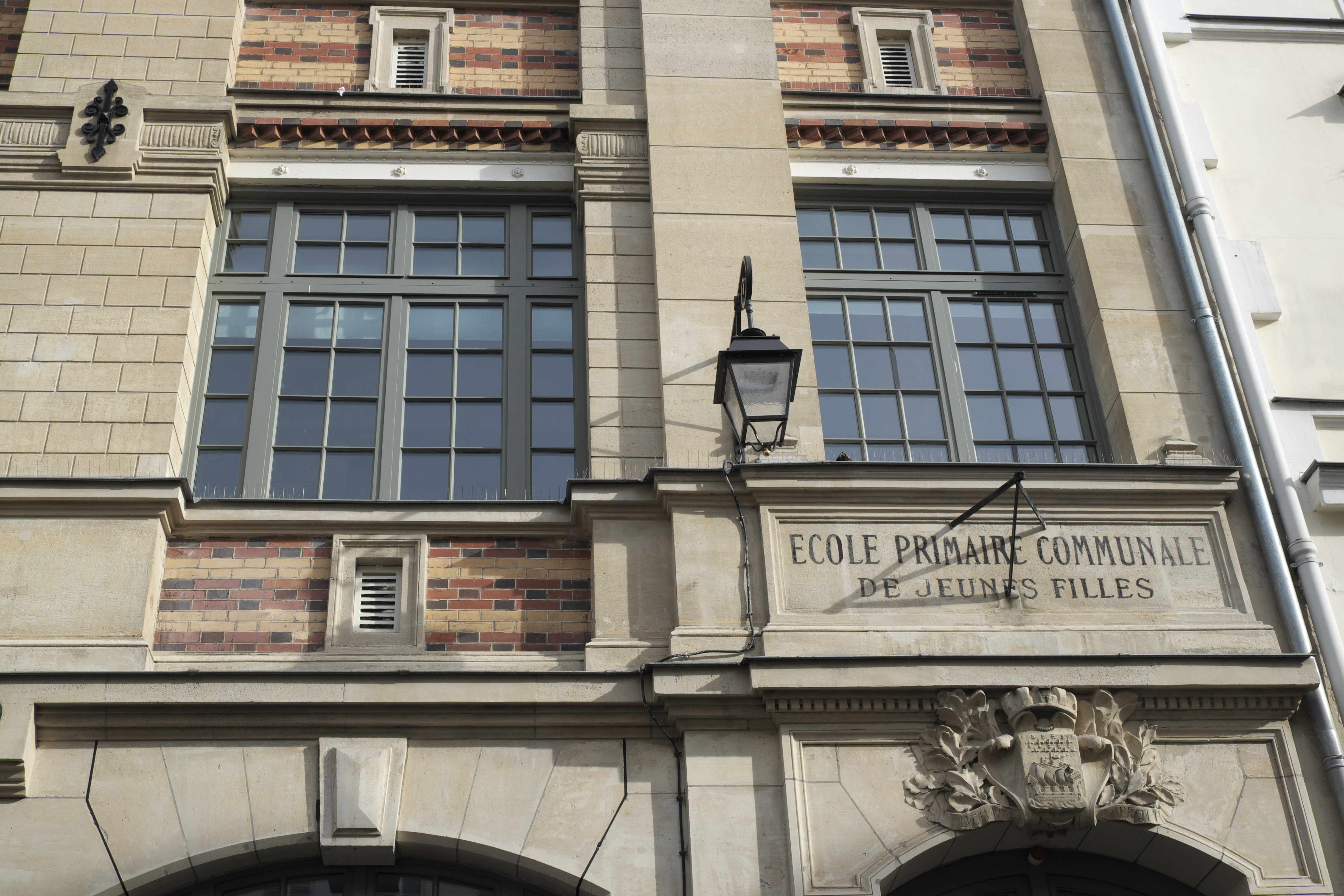
Aspect de l’« école primaire communale de jeunes filles » du 8, rue de Montmorency.

Simone est scolarisée dans une école réservée aux filles,  au 8, rue de Montmorency dans le 3e arrondissement de Paris. Elle y reste de 1937 à 1941, soit de sept à onze ans. Sa sœur Claire fréquente aussi cette école. Simone fait du travail manuel, plus précisément de la couture, comme son père.  
La France rentre en guerre en 1939 et se fait envahir durant l'été 1940. Pendant cette période, Simone découvre « l'exode » durant lequel des milliers de Français fuient les combats. Le 22 juin 1940, le gouvernement français capitule, il arrête les combats et Paris est occupé. Philippe Pétain est au pouvoir. Simone voit la ville changer. Les symboles nazis se répandent et elle croise régulièrement des soldats allemands. En 1940, les lois antijuives apparaissent. Une des lois imposées à Simone est de ne pas avoir  le droit  d'entrer dans certains lieux publics comme les parcs, les cinémas ou même les lieux de commerce. Elle n'a même pas le droit de s'asseoir sur des bancs publics. Simone n'a pas pu profiter de sa jeunesse : elle n'a pas pu visiter certains lieux. Simone n'a pas eu les mêmes droits que les autres citoyens français. Elle devait porter l'étoile juive sur ses habits à chaque fois qu'elle sortait. Les jeunes Juifs scolarisés étaient mis de côté de façon à ne plus être interrogés.
Une cousine de Maria, Berthe Fridman, se souvient être allée chez les Goldberg, 72, boulevard Saint-Marcel dans le 5e arrondissement de Paris, leur dernière résidence. Berthe avait 12 ans. Elle se souvient que les Goldberg vivaient dans une boutique, au rez-de-chaussée, qui devait servir de lieu de travail et de pièce à vivre. C'était une modeste habitation. Simone était absente. Berthe se souvient de Claire et Michèle courant dans l'appartement.  
Michèle Goldberg, de son deuxième prénom Charlotte, est née le 14 septembre 1939 à Paris, elle est la dernière sœur de Simone.

## L'arrestation et la déportation de Herszek, Maria, Claire et Michèle
Toute la famille de Simone (sauf Simone) est arrêtée  et internée à Drancy. La famille Goldberg arrive le 28 avril 1944 à Drancy, le numéro de Hersek est le 20590. La famille est déportée le 29 avril 1944 par le convoi 72. Le père, Herszek, a sur lui une somme de mille trois cent quatre-vingt-dix francs, un bracelet d'identité en or, une paire de boucles d'oreilles en or et en perles, une bague en or, en pierre et roses. À leur arrivée à Auschwitz, ils sont sans doute gazés. Herszek, le père, meurt à l'âge de 48 ans, Maria, à l'âge de 35 ans, Claire, à l'âge de 11 et Michèle, à l'âge de 4 ans. La date présumée de la mort des parents et des sœurs de Simone est le 4 mai 1944. C'était le jour d'anniversaire de Simone. 
Lors de l'arrestation de sa famille, Simone n'est pas là : elle est rue Vauquelin (dans le 5e arrondissement de Paris), un centre UGIF (Union générale des Israélites de France) pour jeunes filles. Une tante du côté maternel, Hanna, appelée Annette Grumberg, qui a 18 ans en 1944, la prévient que ses parents ont été arrêtés. Annette Grumberg meurt en 2020. Elle a pu raconter ce qui s'était passé. Annette dit qu'elle apprend l'arrestation des parents de Simone par une collègue de travail aux chèques postaux, qui s'occupait le soir ou la nuit des enfants du patronage juif de la rue Vauquelin où se trouvait Simone. Mais, Simone ne veut pas suivre Annette (elles se connaissent depuis peu), ni se cacher. Elle rentre chez elle, sa famille a déjà été embarquée. Elle retourne rue Vauquelin. Annette dit que le regret de sa vie est de n'avoir pas réussi à prendre Simone avec elle.

## Louveciennes
À Louveciennes en 1944, il y avait un orphelinat nommé « Séjour de Voisins », situé dans le hameau de Voisins au 18 rue de la Paix et place Ernest-Dreux. C'est la maison d'enfants de l'UGIF, numéro 56, ces enfants sont Juifs et leurs parents ont été déportés donc ils sont partis dans ces maisons d'enfants. L'UGIF a été créée et gérée par des Juifs, sur demande des nazis pour contrôler les enfants Juifs, et ainsi savoir où ils sont. 
Selon le témoignage de Denise Holstein, rescapée du convoi 77 et monitrice à Louveciennes, le directeur de Louveciennes nommé M. Louis était vraiment égoïste car il gardait les meilleures provisions pour lui et sa famille. Les enfants n'avaient  pas grand chose à manger, souvent ils mangeaient les restes. M. Louis était violent car il était le directeur et donc il abusait de son pouvoir, il disait aux monitrices de taper les enfants, de ne pas jouer avec eux.

## L'arrestation des enfants et des monitrices de Louveciennes, Drancy, le convoi 77
Le 9 mai 1943, Alois Brunner est nommé à Paris afin d`intensifier le processus de déportation des Juifs de France de juin 1943 à août 1944. Il procède à la déportation de 24 000 juifs de France et il commande le camp de Drancy. Brunner déclenche son action contre les enfants à la fin de l'après-midi du 20 juillet 1944. Il est probable que l'échec du putsch contre Hitler, ce même jour, a grandement contribué à la décision de Brunner.

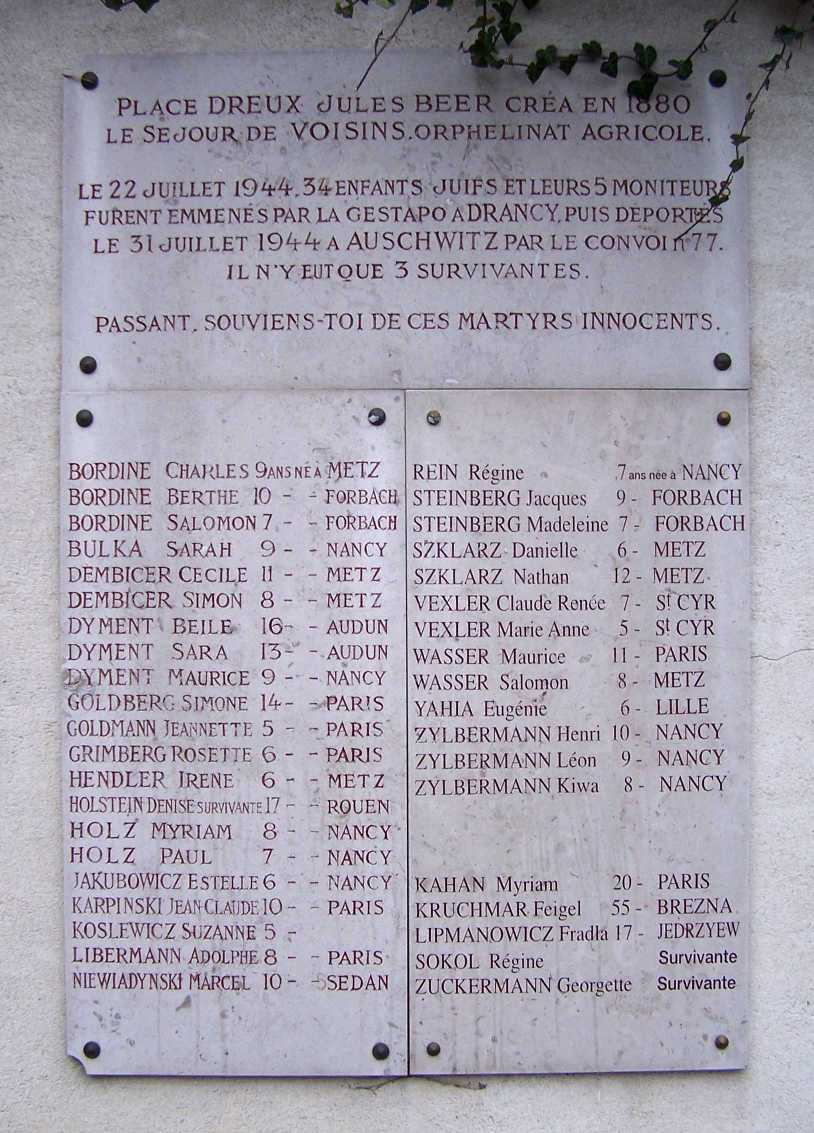
Louveciennes Orphelinat Voisins

Le 28 juillet à Louveciennes, Alois Brunner commande l'arrestation des enfants. Ces derniers doivent préparer quelques affaires et vite pour ensuite partir avec la police. Les monitrices, comme Denise Holstein (17 ans), survivante et témoin, accompagnant les enfants dont elle était chargée, dont Simone, chantent pour ne pas les inquiéter. Ils arrivent à Drancy. Les enfants dorment dans des chambres mais le nombre de lits n'est pas suffisant pour le nombre d'enfants donc ils dorment par terre. Simone est installée escalier 7, avec les autres enfants de Louveciennes. À Drancy, les prisonniers ne peuvent pas se laver, les conditions de vie sont terribles. 
Dans le convoi 77, qui part le 31 juillet, les Juifs ne pouvaient pas boire, malgré leur soif. Les toilettes n'étaient qu'un seau et de la paille. Ils ne peuvent pas s'asseoir ni s'allonger. L'air était peu respirable. Le convoi était juste un train à bestiaux. Lorsqu'ils étaient dans le convoi, ils ne savaient  pas où ils partaient. Le voyage a duré 3 jours et il y avait 60 personnes par wagon. Les conditions de transport étaient horribles. Entassés durant ces trois jours, ils ont vécu un enfer et tout le monde n'a pas survécu malheureusement. 
Les plus grands disaient « Pitchipoï »  aux plus petits pour les rassurer. Ce qui veut dire « (on va) vers un territoire inconnu ». À Auschwitz, Simone sort du wagon, les nazis font peur aux Juifs avec des chiens, ils crient d'aller vite et sont très violents. Puis, directement sélectionnée pour la chambre à gaz à cause de son jeune âge, elle meurt le 5 août 1944 comme les autres enfants que Denise Holstein accompagnait. 
L'arrestation des enfants de Louveciennes a lieu peu de temps après le débarquement allié car les Allemands craignaient de ne pas avoir le temps de déporter tous les Juifs avant la fin de la guerre.